# Marshall (Oklahoma)
Marshall es un pueblo ubicado en el condado de Logan en el estado estadounidense de Oklahoma. En el año 2010 tenía una población de 	272 habitantes y una densidad poblacional de 209,23 personas por km².

## Geografía
Marshall se encuentra ubicado en las coordenadas 36°9′20″N 97°37′30″O / 36.15556, -97.62500 (36.155450, -97.625114).

## Demografía
Según la Oficina del Censo en 2000 los ingresos medios por hogar en la localidad eran de $25,000 y los ingresos medios por familia eran $28,056. Los hombres tenían unos ingresos medios de $27,188 frente a los $19,167 para las mujeres. La renta per cápita para la localidad era de $11,585. Alrededor del 19.0% de la población estaban por debajo del umbral de pobreza.